# کامبوچا

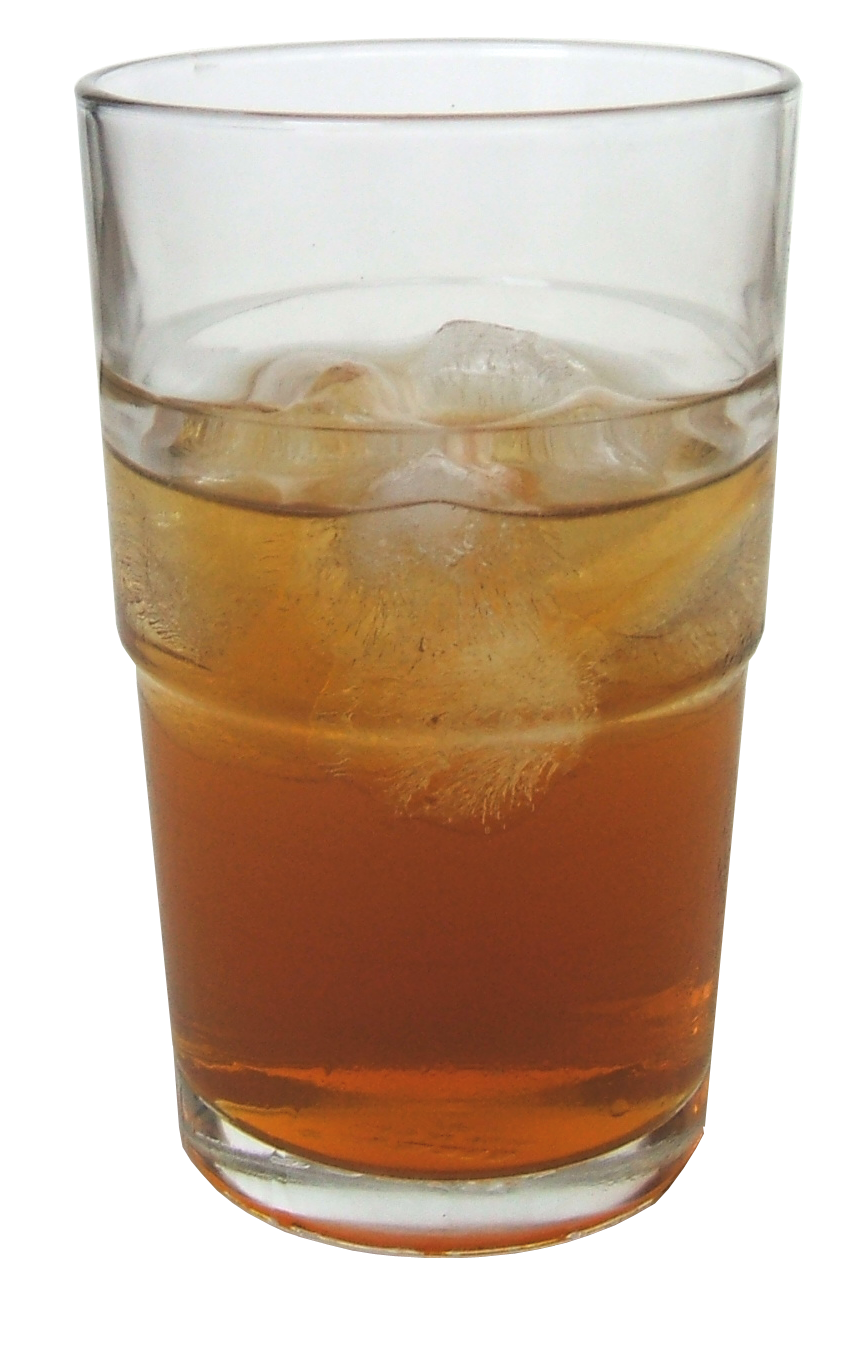
یک لیوان کامبوچا، درست‌شده از چای غلیظ.

نوشیدنی کامبوچا حاصل تخمیر چای (سبز یا سیاه) می‌باشد.
نوشیدنی کامبوچا ۲۲۰ سال قبل از میلاد در چین (منچوری: منطقه‌ای واقع در شمال کشور چین) مورد مصرف داشته‌است و سپس از راه خطوط بازرگانی به روسیه و کشورهای اروپای شرقی انتقال یافته، در آنجا عمومیت پیدا کرد. قبل از جنگ جهانی دوم استفاده از آن بسیار رواج پیدا کرده بود ولی، در زمان جنگ به دلیل کمبود چای و شکر (محیط کشت کامبوچا) از رواج افتاد.

## آشنایی علمی با کامبوچا و مراحل تخمیر آن
کامبوچا یک لایه پلی ساکارید حاوی انواعی از مخمرها و باکتری‌ها است. این باکتری‌ها شامل Bacterium xylinum, Acetobacter ketogenum, Bacterium gluconicam و مخمرهایی از انواع شیزوساکارو میسس، ساکارومیسس، تورولا و… است. مسیر تخمیر بدین ترتیب است که ابتدا مخمرهای موجود در محیط کشت، قند ساکارز را شکسته، گلوکز و فروکتوز تولید می‌کنند. فروکتوز هم با ایزومریزاسیون به گلوکز تبدیل شده، در مرحله بعد این قندها به مصرف مخمرها می‌رسند و الکل و Co۲ تولید می‌نمایند. Co۲ در نوشیدنی باقی می‌ماند وباعث می‌شود این نوشیدنی گازدار شود. وقتی الکل به مقدار مناسب تولید شد زمینه برای رشد باکتری‌هایی که از منبع کربنی جهت رشد و تکثیر خود استفاده می‌کنند مناسب می‌شود و باکتری‌ها فعال می‌گردند و الکل را به اسیدهایی از قبیل اسید استیک، اسید لاکتیک، اسید گلوکونیک و اسید گلوکورونیک تبدیل می‌کنند. این نوشیدنی شامل ویتامین‌های ویتامین‌های گروه ب و اسیدفولیک و همچنین دارای اسید اوسنیک است که خواص ضد باکتریایی دارد. لازم است ذکر شود، از آنجا که شکر و کافئین اولیه به مصرف مخمر و باکتری می‌رسد، نوشیدنی در پایان کار هیچ‌یک از این موارد مضر را دارا نیست. البته ترکیب این نوشیدنی براساس نواحی متفاوت آب و هوایی، روش رشدو…کمی تفاوت دارد، اما درهمه موارد، این نوشیدنی ترش و شیرین با طعم و عطر دلنشین و دلپذیر و خواص درمانی تغذیه‌ای بسیار بالا می‌باشد.

## شیوه تکثیر قارچ و تولید نوشیدنی کامبوچا
ابتدا سه لیتر آب را بجوشانید. در یک قوری مقدار ۴ قاشق معادل ۲۰ گرم چای خشک دم کنید. چای دم کشیده و صاف شده را به سه لیتر آب از قبل جوشانده شده اضافه کنید و هم بزنید تا یکنواخت شود. حالا یک لیوان شکر معادل ۱۸۰ گرم به چای یک رنگ اضافه کنید. نگران شکر اضافه شده نباشید چون برای تکثیر قارچ و تهیه لایه جدید استفاده می‌شود. صبر نمایید تا دمنوش با دمای محیط برابر شود. مقدار دو فنجان از استارتر اولیه را به چای سرد شده اضافه کنید. حالا چای سرد شده را در سه ظرف یا بطری شیشه ای دهان گشاد تقسیم کنید. درون هر بطری تکه ای از قارچ کامبوجا قرار دهید. در بطری را با پارچه نازکی ببنید و به مدت ۱ هفته الی ۱۰ روز داخل کابینت تاریکی قرار دهید. پس از این مدت شما شاهد تولید لایه جدید کامبوجا (برای تخمیرهای آینده) و همین‌طور نوشیدنی کامبوجا خواهید بود. قارچ خود به‌طور طبیعی جدا می‌شود (هنگام برداشتن قارچ وسیله فلزی همراهتان نباشد) اگر مواد ژله مانند به آن چسبیده بود می‌توانید آن را زیر آب بشویید و آن را روی بشقاب شیشه‌ای قرار دهید. نوشیدنی تهیه شده را از صافی پارچه ای عبور دهید و درون بطری داخل یخچال جهت مصرف نگهداری کنید. در صورتی که بخواهید دوباره آن را کشت دهید می‌توانید قارچ را در کیسه‌های پلاستیکی روی بشقاب شیشه‌ای یا کاغذی با کمی چای مرطوب نگه دارید شکستن آن اشکالی پیش نمی‌آورد و قارچ دوباره تخمیر را انجام خواهد داد.

## ترکیب شیمیایی تغذیه‌ای کامبوچا
کامبوجا نوشیدنی تخمیری حاوی طیف وسیعی از باکتری‌های مفید پروبیوتیک است که می‌توانند به ایجاد میکروبیوم روده در انسان کمک کنند و هضم را بهبود بخشند. محبوبیت نوشیدنی کامبوجا در جهان طی سال‌های گذشته به شدت رو به افزایش است و عملاً هزینه ناچیزی دربردارد و طرز تهیه کامبوجا آسان است. مصرف نوشیدنی (چای) کامبوجا می‌تواند سیستم ایمنی را تقویت کند و از طریق پاکسازی خون و تقویت کلیه‌ها، سموم بدن ما را از بین می‌برد. همچنین نقش اساسی در فعال کردن روده‌ها و بهبود عملکرد دستگاه گوارش دارند. همچنین کامبوجا سرشار از ویتامین ب۱۲، ویتامین ب۱، کلسیم، متیونین، اسید فولیک، ویتامین کا، منیزیم، فسفر و مس می‌باشد که به اتولیز کربوهیدرات‌ها، رشد سلول‌ها و تولید انرژی کمک می‌کند.

## خراب شدن یا کپک قارچ کامبوچا
احتمال دارد زیر لایه جدید لخته‌های چای مشاهده کنید که کاملاً طبیعی و شامل ناخالصی مواد اولیه مانند چای بوده که با شستشو با آب سرد از بین می‌رود. درصورتی که بر روی سطح قارچ لایه جدید دایره‌های کوچک با رنگ‌های متفاوت سبز، قهوه ای، قرمز، مشکی و.. مشاهده کردید علائم کپک و باکتری مضر داخل بطری می‌باشد. دراین صورت نوشیدنی به همراه قارچ را دور ریخته و از دیگر بطری‌ها استفاده کنید. هیچ راهی برای نگهداری کامبوجا کپک زده وجود ندارد. در صورتی که علائم کپک را مشاهده کردید تمامی متعلقات بطری را دور بریزید و با قارچ و نوشیدنی جدید مجدد اقدام به تهیه نمایید. توجه داشته باشید همیشه کپک کامبوجا همیشه در بالای قارچ تشکیل می‌شود.
در ادامه شایع‌ترین دلایل ورود آلودگی و ایجاد کپک کامبوجا را بررسی می‌کنیم.
- قارچ مولد را حتماً از مکان معتبر تهیه کنید.
- رطوبت محیط بیش از حد نباشد.
- از ظروف شیشه ای تمیز استفاده کنید.
- از مواد خام اولیه با کیفیت استفاده کنید.
- دور از گرده افشانی گیاهان خانه قرار دهید.
- از جابجایی ظرف در زمان تخمیر اجتناب کنید.
- در محیطی با دمای ۲۵ الی ۲۸ درجه قرار دهید.
- در مکان پاکیزه با درجه دمای مناسب نگهداری کنید.
- به‌جای دستگاه تصفیه آب خانگی از آب لوله‌کشی استفاده کنید.
- افراد سیگاری یا دارای بیماری حتی‌الامکان در مجاورت محصول نباشند.

برای تولید نوشیدنی کامبوجا حتماً از چای خالص بدون رنگ و اسانس استفاده کنید. بهتر است نسبت استفاده از چای آماده شده با شکر و استارتر ۹۰ به ۱۰ باشد. در برخی از موارد استفاده از دستگاه تصفیه آب خانگی عامل کپک بوده‌است. بهتر است از آب لوله‌کشی استفاده کنید اگر از آب مطمئن نیستید می‌توانید به مدت ۷ دقیقه (قبل از دم کردن چای) بجوشانید.

## طریقه مصرف کامبوچا
کامبوجا برای کبد و دستگاه تصفیه بدن نوعی سم زدا به‌شمار می‌آید. توصیه می‌شود برای مصرف کامبوجا از مقدار کم شروع کنید و به تدریج مقدار آن را افزایش دهید. برای شروع پیشنهاد می‌شود سه بار در روز هر بار دو قاشق غذاخوری میل کنید و مقدار آن را به تدریج افزایش دهید. به منظور رفع ناراحتی‌های خاص مانند مشکلات دفع، ضعف کبد، رماتیسم، نقرس و تصفیه خون توصیه می‌شود روزانه حدود یک پنجم فنجان همراه با آب طی سه تا شش ماه بنوشید و به مدت یک ماه قطع و مجدداً شروع کنید.
چنانچه به بیماری حادی دچارید یا بدنتان بیش از حد ضعیف است یا داروی خاصی مصرف می‌کنید قبل از مصرف نوشیدنی کامبوجا با پزشک خود مشورت کنید.